# Batalha de Casilino (214 a.C.)
A Batalha de Casilino, conhecida como Segunda Batalha de Casilino,  foi uma batalha travada entre o exército cartaginês e o exército romano em 214 a.C. durante a Segunda Guerra Púnica nas imediações da cidade de Casilino, na Campânia.

## Introdução
Depois de dois anos do desastre da Batalha de Canas, Roma havia conseguido reconstruir seus exércitos e, pouco a pouco, começava a reconquistar as localidades que haviam debandando para o lado cartaginês. A campanha de 214 a.C. foi liderada por Marco Cláudio Marcelo e Fábio Máximo, que recrutaram seis legiões adicionais com as que conseguiu elevar a cinco o número de exércitos no sul da península Itálica (Lucânia, Apúlia, Salentino e dois na Campânia).
A cidade de Casilino, que ficava às margens do rio Volturno e abria o caminho da Campânia ao Campo Falerno, estava em mãos cartaginesas desde o começo de 215 a.C. e que contava com uma forte guarnição de 2 000 campânios e 700 cartagineses.

## Acontecimentos prévios
Marcelo se encontrava com seu exército consular em Nola, onde havia conseguido rechaçar Aníbal antes na 3ª batalha de Nola, o que fez com que ele mudasse seu teatro de operações para abandonar a Campânia na direção de Salentino. Enquanto isto, Fábio Máximo se concentrou na região da Campânia fronteiriça com o Sâmnio caudino e com o Lácio.

## Cerco de Casilino
Sem a presença de Aníbal na Campânia, Fábio decidiu atacar Casilino com seu exército. Ele acampou nos arredores da cidade e iniciou suas atividades de cerco. Diante da dificuldade e da acirrada defesa da guarnição de Casilino, além do risco de ser atacado de seu acampamento a partir de Cápua pelo exército que os campânios estavam recrutando entre plebeus e escravos, Fábio Máximo indicou a Marcelo que deixasse uma forte guarnição em Nola e acudisse com o resto de seus homens a colaborar cobrindo seu flanco. Dado que os sucessivos assaltos à cidade foram rechaçados sucessivas vezes, Fábio sugeriu levantar o cerco, mas Marcelo o convenceu a perseverar. Finalmente, a paciência deu frutos e Fábio Máximo conseguiu a rendição da cidade de seus nobres. Quando estavam saindo por uma das portas os rendidos, Marcelo ordenou que seus homens atacassem, o que provocou um massacre do qual somente se salvaram os cinquenta que já haviam chegado até a posição de Fábio, que foram escoltados até Cápua. O resto foi morto ou aprisionado.

## Acontecimentos posteriores
Depois de tomar controle da cidade, Fábio prosseguiu com uma brilhante campanha que lhe permitiu recuperar o controle de numerosas localidades no Sâmnio caudino e no norte da Apúlia, enquanto Marcelo levou seu exército consular para a Sicília para dar a resposta à deserção do Reino de Siracusa, que passou a apoiar os cartagineses, começando uma campanha na ilha que duraria quatro anos. Enquanto isto, o procônsul Tibério Semprônio Graco, continuava seguindo os movimentos de Aníbal na Lucânia e na Apúlia.